# 泡沫細胞

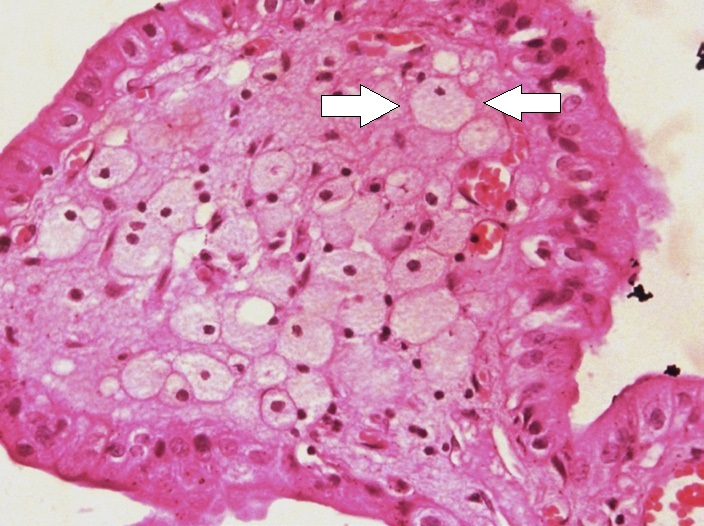
コレステロールが沈着した胆嚢の顕微鏡写真
矢印で示されているのが泡沫細胞

泡沫細胞（ほうまつさいぼう、英: Foam cell）は、アテローム性動脈硬化症に見られる脂肪蓄積マクロファージである。これらは、プラーク形成またはアテローム性動脈硬化症の兆候であり、これは一般に心臓発作および脳卒中のリスク増加に関連する。
血管の内皮に脂肪が沈着している位置にマクロファージがやってきて、泡沫細胞が形成される。マクロファージは、脂肪物質を取り囲みそれを破壊しようとする。 マクロファージは脂質（脂肪）をとりこみ、それで満たされ、「泡立った」外観になる。
慢性高脂血症では、リポタンパク質は血管の内膜で凝集し、マクロファージか内皮細胞に生成される酸素フリーラジカルで酸化される。マクロファージは、細胞表面のスカベンジャー受容体を介してエンドサイトーシスによって酸化された低密度リポタンパク質（LDL）を取り込む。スカベンジャー受容体はLDL受容体とは別の受容体である。酸化されたLDLはマクロファージや他の貪食細胞に蓄積し、泡沫細胞になる。泡沫細胞は、動脈の内膜内のアテロームのプラークの脂肪線条を形成する。
泡沫細胞は、低密度リポタンパク質（LDL）コレステロールを多くとりこんでいる。 LDLは「悪玉」コレステロールとしても知られており、アテローム性動脈硬化症のマーカーになる。 泡沫細胞は、悪玉コレステロールを血管から取り除こうとしてできる。 泡沫細胞は、明白な徴候または症状を示さないが、それらはアテローム性動脈硬化症の発生の段階である。 泡沫細胞は大きさが非常に小さく、身体から取り除かれた後に顕微鏡下で脂肪プラークを検査することによってのみ検出することができる。HDLコレステロールは善玉コレステロールであり、それが属していない場所から有害なコレステロールを除去する。
泡沫細胞それ自体は危険ではないが、特定の箇所に蓄積し、壊死性のアテローム性動脈硬化症の中心を形成しはじめると問題になりうる。その壊死中心の線維性のかたまりが、血流に乗り、より小さい血管を閉塞する塞栓症を引き起こす可能性がある。小血管の閉塞は虚血をもたらし、血管関連死の主要な2つである脳卒中および心筋梗塞となりうる。
アテローム性動脈硬化症は、血管内にプラークが形成され、動脈硬化および狭窄がおこる症状である。アテローム性動脈硬化症は、心臓発作、脳卒中、および末梢血管疾患の原因の主なものである。 これらの疾患を合わせて「心血管疾患」という。
自己免疫は自己の免疫が自分自身を攻撃しはじめるときに起こる。 アテローム性動脈硬化症と自己免疫との関係は、形質細胞様樹状細胞（plasmacytoid dendritic cells（pDC））である。pDCは、血管内のアテローム性動脈硬化が形成される初期段階に関与する。pDCの刺激は、プラーク中に存在するマクロファージの増加をもたらす。

## 感染症
泡沫マクロファージは、クラミジア、トキソプラズマ、結核菌などの体内に残留する病原体によって引き起こされる病気にも見られる。 結核（TB）では、細菌の脂質によってマクロファージが過剰なLDLを排出することができなくなり、肺のTB肉芽腫周辺の泡沫細胞に変わる。 コレステロールは細菌の豊富な栄養源となる。 マクロファージが死ぬと、肉芽腫の中心にあるたくさんのコレステロールは、caseumと呼ばれるチーズ状の物質になる。

## その他の条件
泡沫細胞は乳房インプラントからもれ出したシリコンや、吸収された有機的な抗原および一部の薬物の周りにも形成される。